# Olympische Sommerspiele 1984/Teilnehmer (Simbabwe)
| Gelbes Symbol für Goldmedaillen mit stilisierten Olympischen Ringen | Graues Symbol für Silbermedaillen mit stilisierten Olympischen Ringen | Braundes Symbol für Bronzemedaillen mit stilisierten Olympischen Ringen |
| ------------------------------------------------------------------- | --------------------------------------------------------------------- | ----------------------------------------------------------------------- |
| —                                                                   | —                                                                     | —                                                                       |

Simbabwe nahm an den Olympischen Sommerspielen 1984 in Los Angeles, USA, mit einer Delegation von 15 Sportlern (zwölf Männer und drei Frauen) teil.

## Teilnehmer nach Sportarten

### Boxen
- Ndaba Dube
Bantamgewicht: 5. Platz

- Ambrose Mlilo
Halbmittelgewicht: 17. Platz

- Arigoma Chiponda
Mittelgewicht: 17. Platz

### Leichtathletik
- Christopher Madzokere
200 Meter: Vorläufe
400 Meter: Vorläufe

- Tapfumaneyi Jonga
800 Meter: Vorläufe
1500 Meter: Halbfinale

- Zephaniah Ncube
5000 Meter: Halbfinale
10.000 Meter: 11. Platz

- Patric Nyambariro-Nhauro
Marathon: 67. Platz

- Tommy Lazarus
Marathon: DNF

- Mariëtte van Heerden
Frauen, Diskuswurf: 14. Platz in der Qualifikation

### Schießen
- Dennis Hardman
Luftgewehr: 49. Platz
Kleinkaliber, Dreistellungskampf: 43. Platz
Kleinkaliber, liegend: 67. Platz

- Clive Conolly
Trap: 22. Platz

- Bob Warren-Codrington
Skeet: 62. Platz

### Segeln
- Guy Grossmith
Finn-Dinghy: 23. Platz

### Wasserspringen
- Lesley Smith
Frauen, Kunstspringen: 7. Platz

- Antonette Wilken
Frauen, Kunstspringen: 15. Platz in der Qualifikation